# Hans Geiges

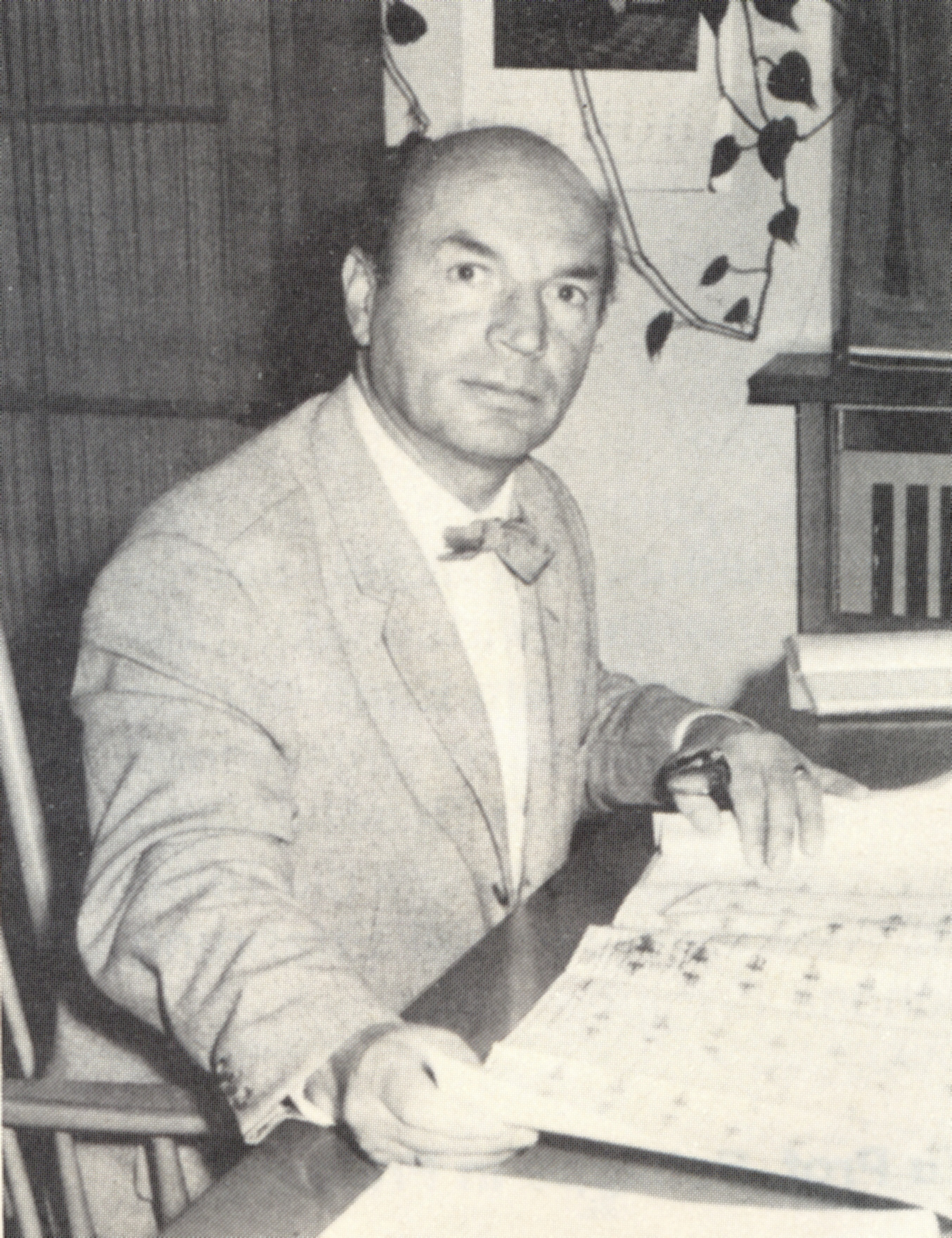
Hans Geiges als Leiter des Hochbauamts der Stadt Freiburg 1965

Hans Geiges (* 30. September 1904 in Freiburg im Breisgau; † 22. September 1988 in Ebnet; vollständiger Name: Hans Melchior Geiges) war ein deutscher Architekt und Stadtplaner und Oberbaudirektor der Stadt Freiburg im Breisgau.

## Leben
Hans Geiges entstammt der alteingesessenen Freiburger Familie Geiges, sein Urgroßvater Sigmund Geiges (1810–1898) war Stadtbaumeister in Freiburg, sein Großvater Oskar Geiges (1849–1923) und sein Vater Franz Geiges (1879–1968) waren Architekten und Bauunternehmer. Der bekannteste Vertreter der Familie war der Großonkel Fritz Geiges (1853–1935), Glasmaler und Restaurator u. a. der Freiburger Münsterfenster.
Hans Geiges machte 1924 am Rotteck-Gymnasium in Freiburg sein Abitur, studierte in Karlsruhe und an der Technischen Hochschule Stuttgart Architektur, unter anderen bei Paul Bonatz und Paul Schmitthenner. 1931 schloss er sein Studium als Diplom-Ingenieur „mit Auszeichnung“ ab.
Er meldete ein Gewerbe als freier Architekt an und beteiligte sich an vielen Wettbewerben mit Preisen und Ankäufen (z. B. Heimathaus in Triberg, Knabenkonvikt in Sigmaringen, Kriegerdenkmal in Stein am Rhein, katholischer Kindergarten in Sulz (Lahr) u. a.).
1935 wurde er durch Baudirektor Joseph Schlippe ins städtische Hochbauamt Freiburg berufen, wo er zahlreiche Entwürfe u. a. für das „Musikerviertel“ um die Johann-Sebastian-Bach-Straße, die Jensenstraße, Sonnhalde und Eichhalde erstellte.
Nach Einberufung zum Reichsarbeitsdienst 1939 wurde er 1940 zum Militärdienst als Fernmelder und Pionier eingezogen. Die Wirren des Krieges führten ihn nach Griechenland, Bulgarien, Jugoslawien, Polen und Russland. Im April 1945 kam er in US-amerikanische Gefangenschaft, wurde dann aber den Franzosen überstellt und in der Auvergne zunächst als Waldarbeiter, später als Knecht auf einem Bauernhof eingesetzt, bis im Januar 1948 die Freilassung in die Heimat erfolgte.

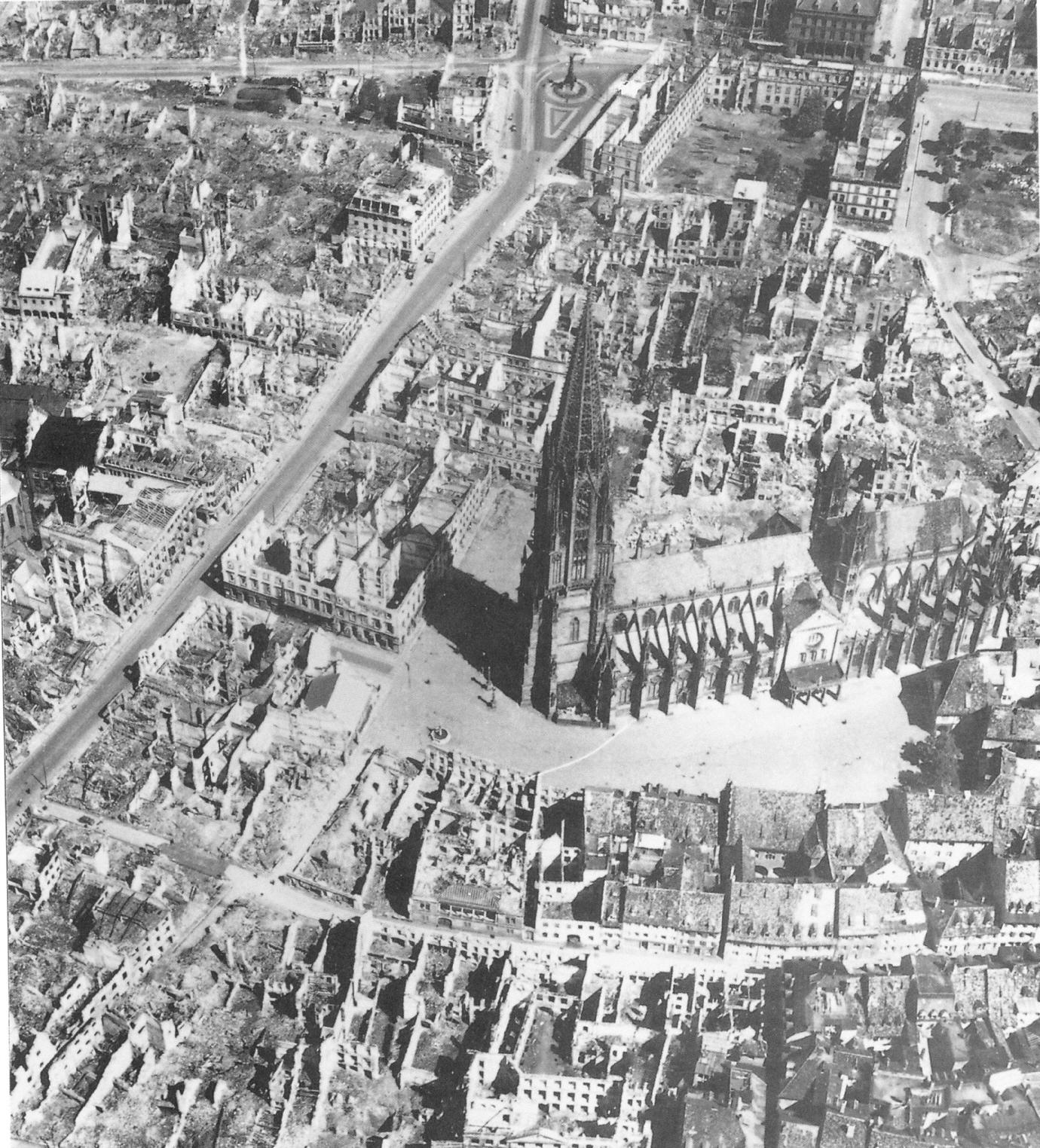
Freiburger Altstadt nach dem Luftangriff vom 27. November 1944 (Sommer 1945 oder später)

Im Mai 1948 nahm Geiges die Arbeit bei der Freiburger Bauverwaltung wieder auf, wurde 1950 als städtischer Baurat Stellvertreter von Joseph Schlippe und nach dessen Pensionierung 1951 sein Nachfolger. 1967 erfolgte die Pensionierung auf eigenen Wunsch. Von 1964 bis 1978 war er Vorsitzender der Oberrheinischen Sektion des Badischen  Architekten- und Ingenieurvereins (BAIV).
Hans Geiges verstarb am 22. September 1988 in seinem Haus in Freiburg-Ebnet.

## Leistungen
Hans Geiges hat zusammen mit seinem Vorgänger im Amt des Oberbaudirektors, Joseph Schlippe, die entscheidenden Jahre des Wiederaufbaus der Stadt Freiburg nach den Zerstörungen des Zweiten Weltkriegs, v. a. den Folgen des Luftangriffs vom 27. November 1944, geprägt.
Das stadtplanerische Wirken von Hans Geiges im Freiburger Hochbauamt folgte den Grundzügen der seit 1945 entstandenen Wiederaufbaupläne von Joseph Schlippe und den Prinzipien der konservativen Stuttgarter Schule. Der Wiederaufbau sollte die „historische Maßstäblichkeit erhalten“, soweit möglich den mittelalterlichen Zähringer-Plan berücksichtigen und damit das Stadtbild, bestimmt durch die alten Straßen, Plätze, die „Gässle“ und „Bächle“ und natürlich dem Münster, wieder erkennbar sein, auch wenn vieles unwiederbringlich verloren war.
Freiburg sollte keine „charakterlose Wiederaufbaustadt“ werden mit anonymen, gesichtslosen Wohn-, Geschäfts- und Verwaltungssilos. Es sollten aber alle Anforderungen an eine moderne Großstadt berücksichtigt werden, wirtschaftlicher Belange ebenso wie verkehrstechnische Erfordernisse. Die Blockentkernung der ehemals dicht bebauten Hinterhöfe schuf bessere Wohn- und Arbeitsverhältnisse. Die Erschließung der Blockinnenhöfe erfolgte z. T. über neu erschlossene Straßen. Städtebaulich wurde mit den Arkaden in der Kaiser-Joseph-Straße, die eine Straßenverbreiterung ohne Zurücknahme der Bauflucht ermöglichten, ein völlig neuer Akzent gesetzt. Gewerbebetriebe wurden am Rande der Stadt in neu ausgewiesenen Gewerbegebieten angesiedelt, um ihnen größere Entfaltungsmöglichkeiten zu bieten.
In der Altstadt wurde der Wiederaufbau der historisch bedeutsamen Baudenkmäler – altes Rathaus, Basler Hof, St. Martin, Palais Sickingen – frühzeitig begonnen. Bestimmend für das Stadtbild war die frühzeitige Festlegung, dass durch eine Begrenzung der Geschosshöhe in der Innenstadt das Münster seine dominierende Stellung bewahren und nicht von Wolkenkratzern in seiner Umgebung beeinträchtigt werden sollte.
In den 1960er Jahren gab es zunehmend Konflikte um die städtebauliche Ausrichtung. Durch die ungeheure Expansion der Stadt und allgemeine gesellschaftliche Umbrüche stellten sich Fragen, auf die die politische Führung der Stadt „moderne“ Antworten verlangte. Hier war kein dauerhafter Konsens möglich, so dass Geiges 1967 frühzeitig in den Ruhestand ging. Der Wiederaufbau war zu diesem Zeitpunkt im Wesentlichen abgeschlossen.

## Bauten und Entwürfe

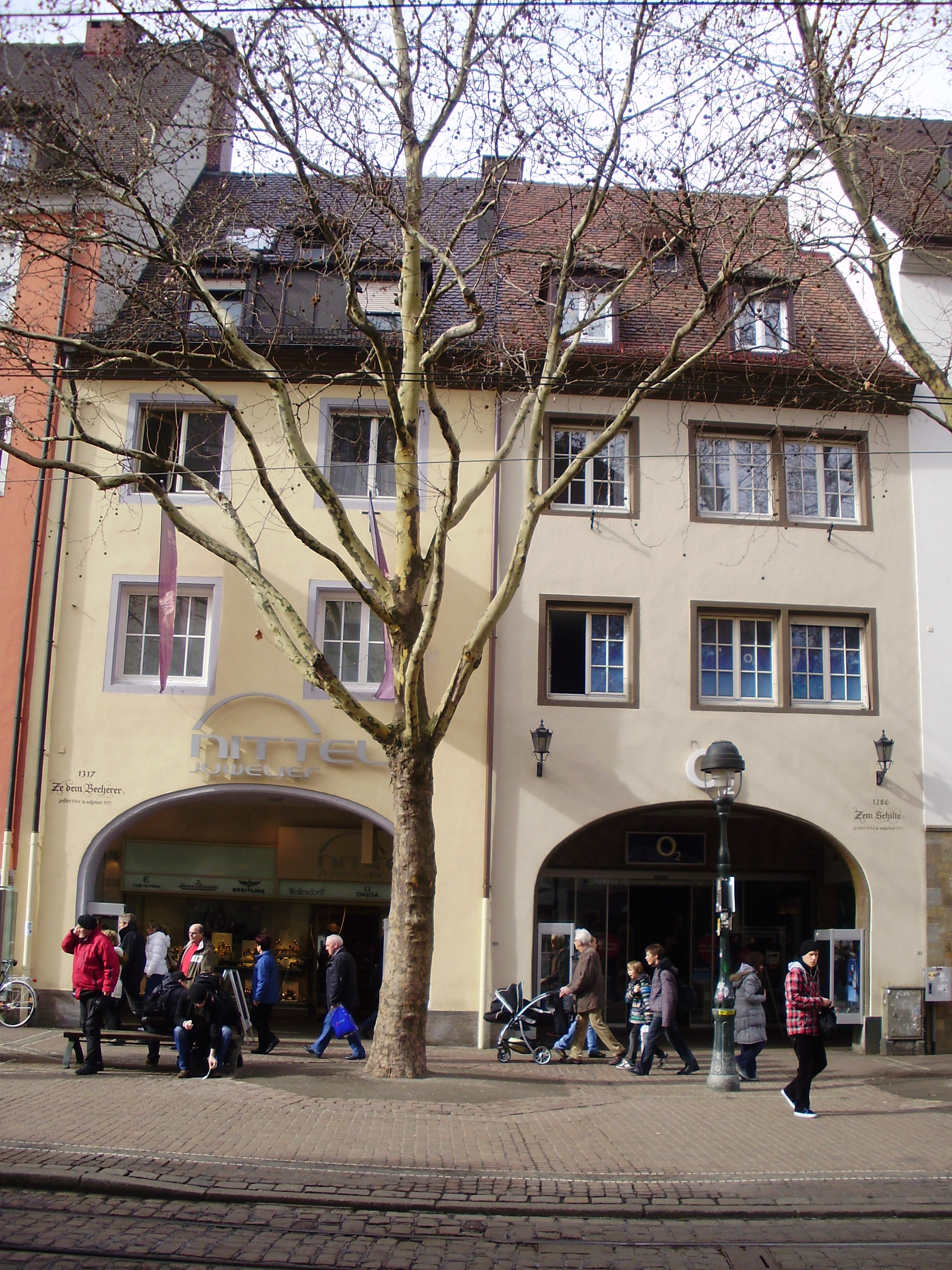
Haus Nittel und Haus Herr in Freiburg

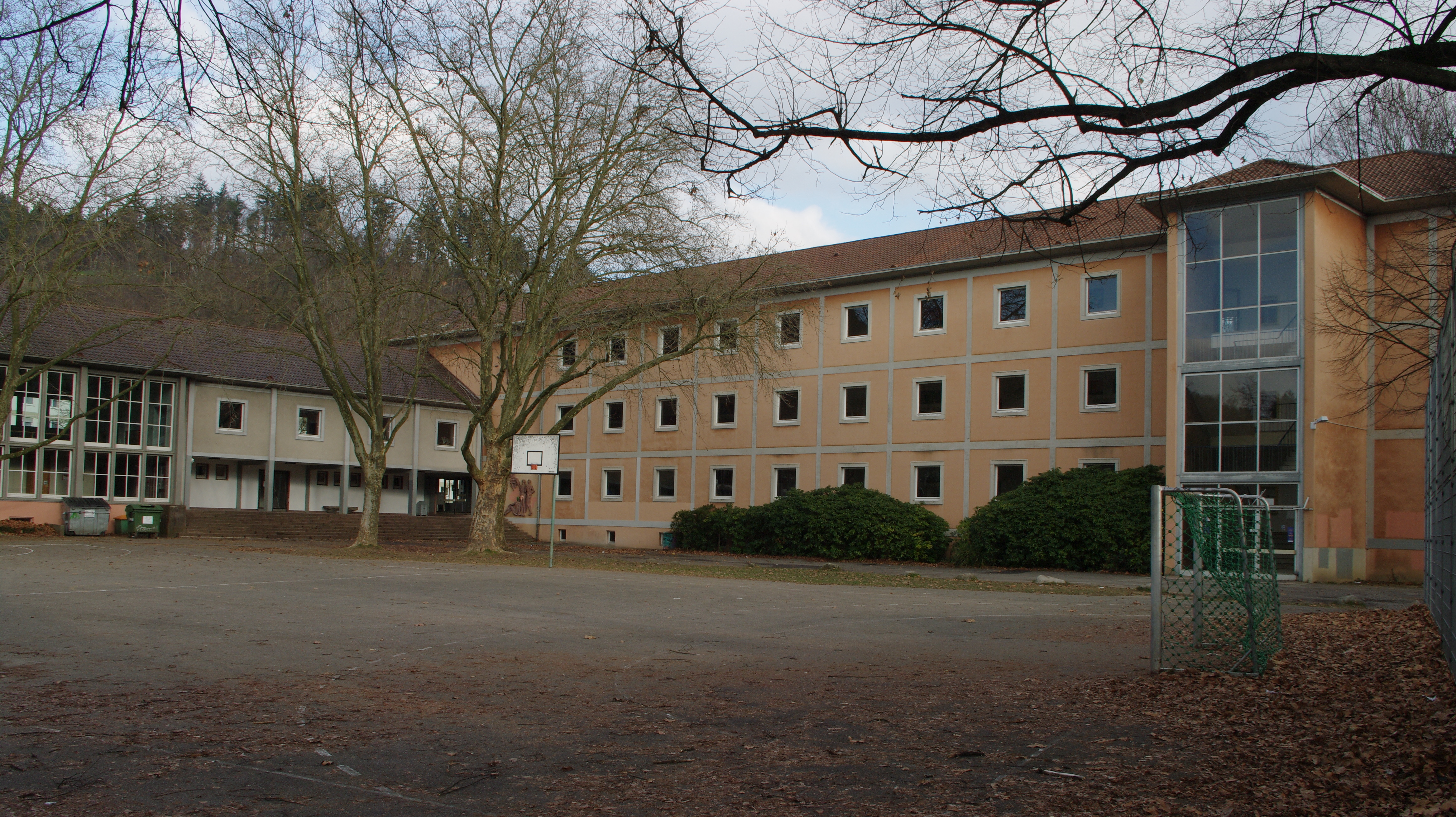
Berthold-Gymnasium in Freiburg

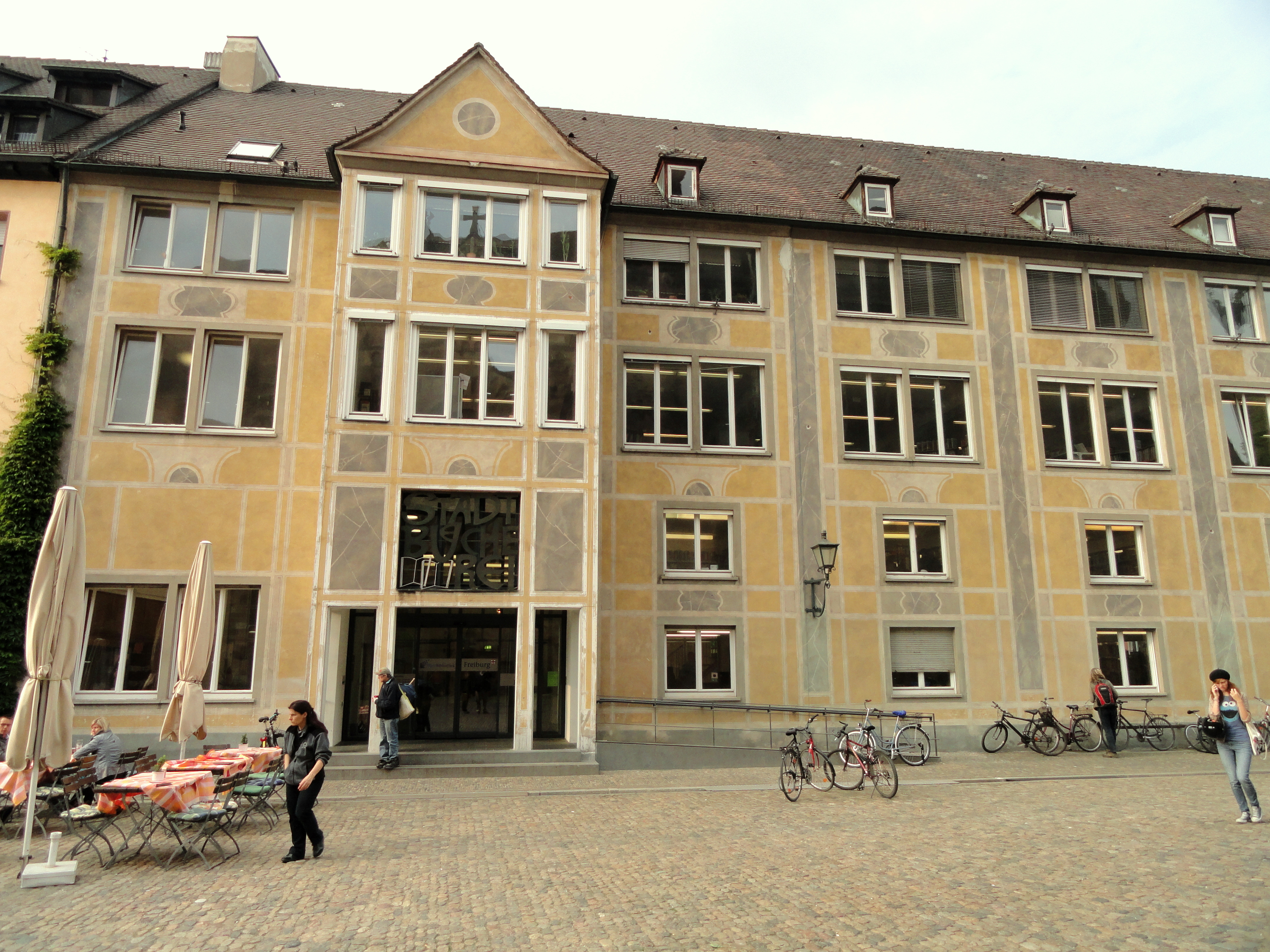
Stadtbibliothek am Münsterplatz

- 1951: Haus Nittel in Freiburg, Kaiser-Joseph-Straße (unter Denkmalschutz)
- 1951: Haus Herr in Freiburg, Kaiser-Joseph-Straße (unter Denkmalschutz)[3]
- 1958: Bertholdgymnasium in Freiburg, Hirzbergstraße 12 (Planung gemeinsam mit Hellmut Phleps)
- Kaufhaus Werner Blust
- 1954: Rückbau des Schwabentors
- Stadtbibliothek
- 1958: Heilig-Geist-Stift
- Lortzing-Schule
- Weiherhof-Schule
- Mooswaldschule
- Erweiterung des Alten Rathauses

## Schriften
- Unsere Stadt im Wandel unserer Zeit. In: Freiburger Almanach 1962, S. 61ff.
- Die Altstadt von Freiburg und ihr Wiederaufbau. In: Festschrift zum 48. Deutschen Geodätentag in Freiburg, 1963, S. 22ff.
- Die Altstadt von Freiburg und ihr Wiederaufbau. In: Badische Heimat 1999, S. 529 ff.

## Akten
- Bestandsübersicht K 1 / 44 Schriftlicher Nachlass von Prof. h.c. Dr. Joseph Schlippe (1885–1970) im Stadtarchiv Freiburg, Stand Oktober 2004 (PDF-Datei mit 1,37 MB) (mit vielen Dokumenten zu Hans Geiges)